# Pasta lavamani
La pasta lavamani è un detergente in pasta abrasivo per eliminare dalle mani lo sporco di oli, grassi, inchiostri, vernici.
È un prodotto cosmetico in quanto viene a contatto con l'epidermide, in base al Regolamento (CE) n. 1223/2009. 
Viene usato abitualmente da meccanici, tipografi, carrozzieri, idraulici, operai delle industrie meccaniche e siderurgiche. 
La componente abrasiva che caratterizza la pasta lavamani è fondamentale per rimuovere lo sporco nei più piccoli recessi dell'epidermide.
La percentuale di abrasivo è talmente minima da non creare nessun problema negli scarichi

## Utilizzo
La pasta lavamani può essere impiegata per rimuovere:
- grasso
- olio (sia alimentare che lubrificante)
- colla
- vernice
- inchiostro
- silicone e altri sigillanti
- benzina e diesel

Può anche essere efficacemente usata per rimuovere dalle mani l'odore e le tracce di sostanze alimentari particolarmente resistenti al lavaggio, come l'odore di pesce, di affumicato e le tracce di peperoncino.

## Storia
La pasta lavamani fece la sua comparsa nel mercato in seguito a un'apparizione televisiva nella seconda metà degli anni cinquanta. 
Il suo inventore la presentò infatti in un famoso gioco a quiz in auge a quell'epoca. 
Non esistevano prima prodotti che pulissero le mani sporche di oli, grassi e inchiostri. 
L'inventore della pasta lavamani affermò di aver tratto l'ispirazione nell'osservare gli operai che per eliminare lo sporco di grasso dalle loro mani utilizzavano un sapone normale dopo aver raccolto della terra, che grazie all'azione abrasiva puliva le loro mani perfettamente.

Egli successivamente con l'aiuto di esperti chimici e grazie alla scoperta di nuove materie prime, non ultimi i tensioattivi, elaborò un prodotto industriale a tutti gli effetti. 
Il successo fu travolgente. 
Tutte le principali aziende nazionali meccaniche e metallurgiche comprarono il prodotto per i loro operai e le quantità prodotte diventarono rilevanti.

Ben presto sorsero altre aziende concorrenti a quella iniziale.
I nuovi imprenditori erano tutte persone che avevano ruotato intorno all'azienda capostipite e avevano ritenuto opportuno mettersi "in proprio". 
Alcune di queste aziende esistono tutt'oggi con alterne fortune e il prodotto è sostanzialmente invariato, grazie alla sua efficacia e a un prezzo sempre accessibile.